# Johann Leonhard Raab
Pour les articles homonymes, voir Raab.
Johann Leonhard Raab, né le 29 mars 1825 à Schwaningen bei Ansbach et mort le 2 avril 1899 à Munich, est un aquafortiste allemand.

## Biographie
Johann Leonhard Raab naît le 29 mars 1825 à Schwaningen bei Ansbach.
Il est l'élève de Reindel. Il grave des sujets religieux, des scènes de genre, des paysages et des portraits.
En 1888, il devient membre de l'académie de Berlin. Il reçoit des médailles d'or à Paris en 1866, à Berlin en 1876, puis à Vienne, Nuremberg, Munich et Madrid.
Il est marié deux fois, avec Anna Elisabeth Sonnenleiter à Nuremberg, d'où sont nées trois filles, et en 1865 avec Babette Größmeyer. Sa fille Doris Raab devient également graveuse.
Johann Leonhard Raab meurt le 2 avril 1899 à Munich.

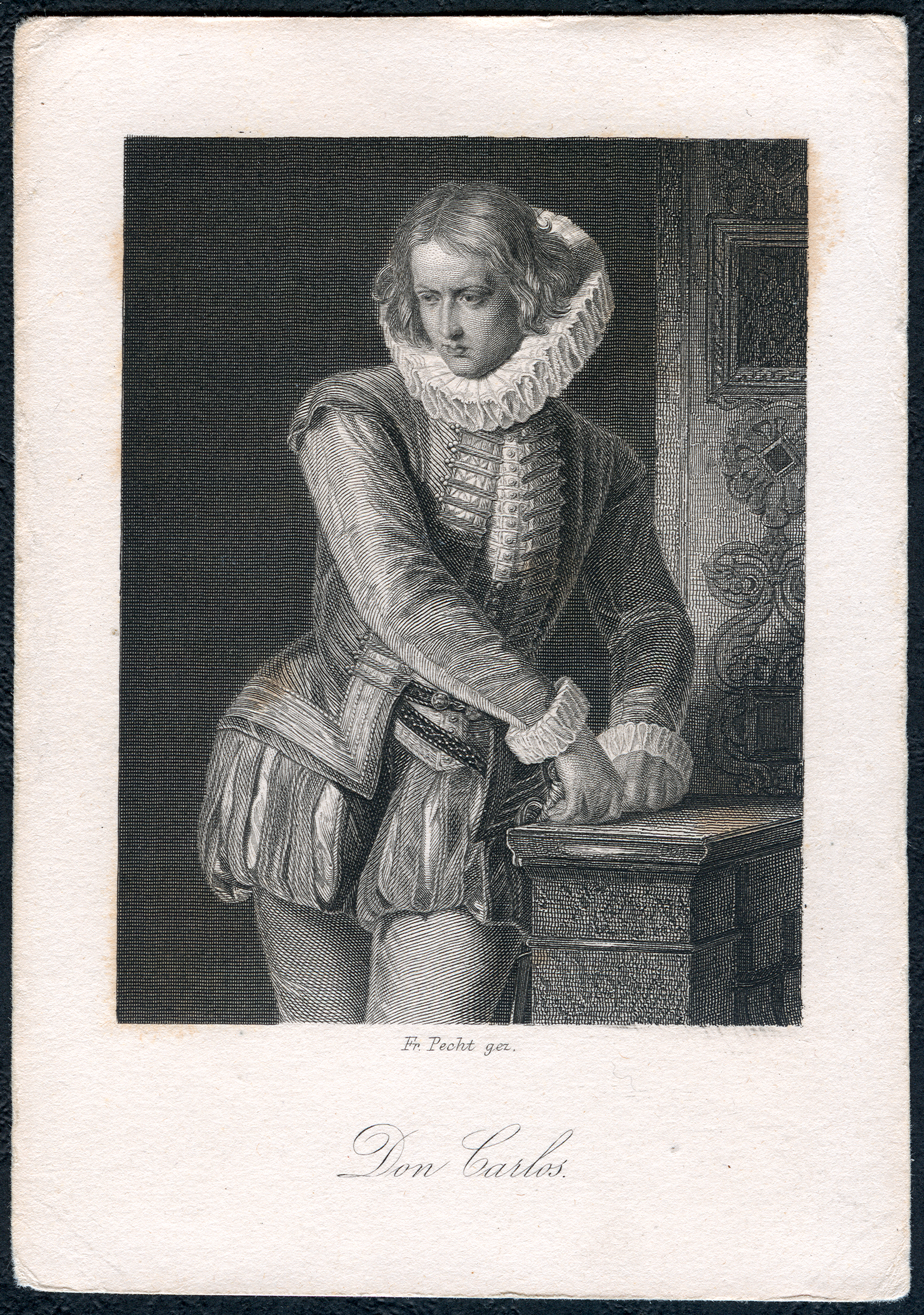
Don Carlos, d'après un dessin de Friedrich Pecht (vers 1859).
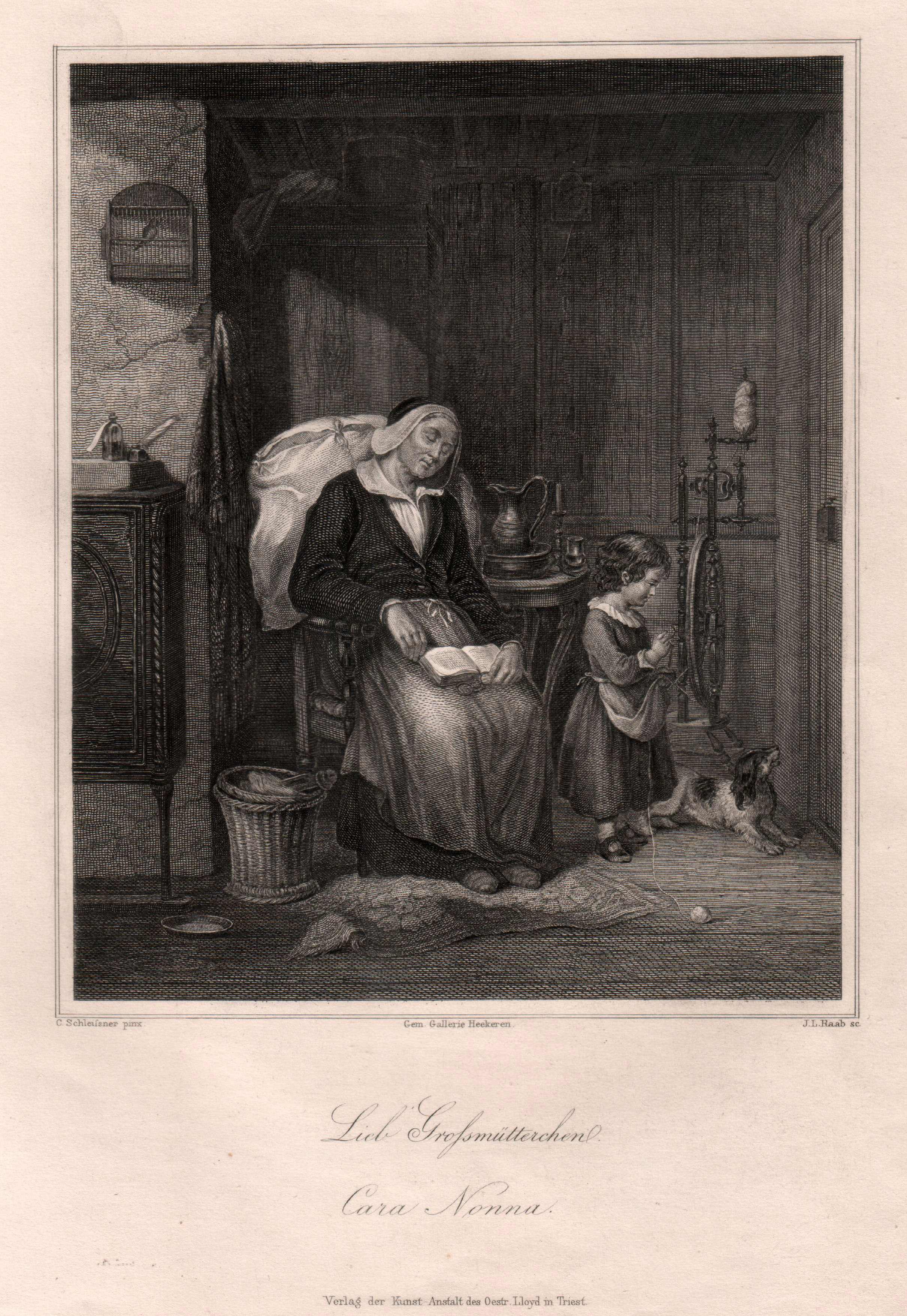
Lieb Großmütterchen, d'après un dessin de Christian Andreas Schleisner (de) n. d.
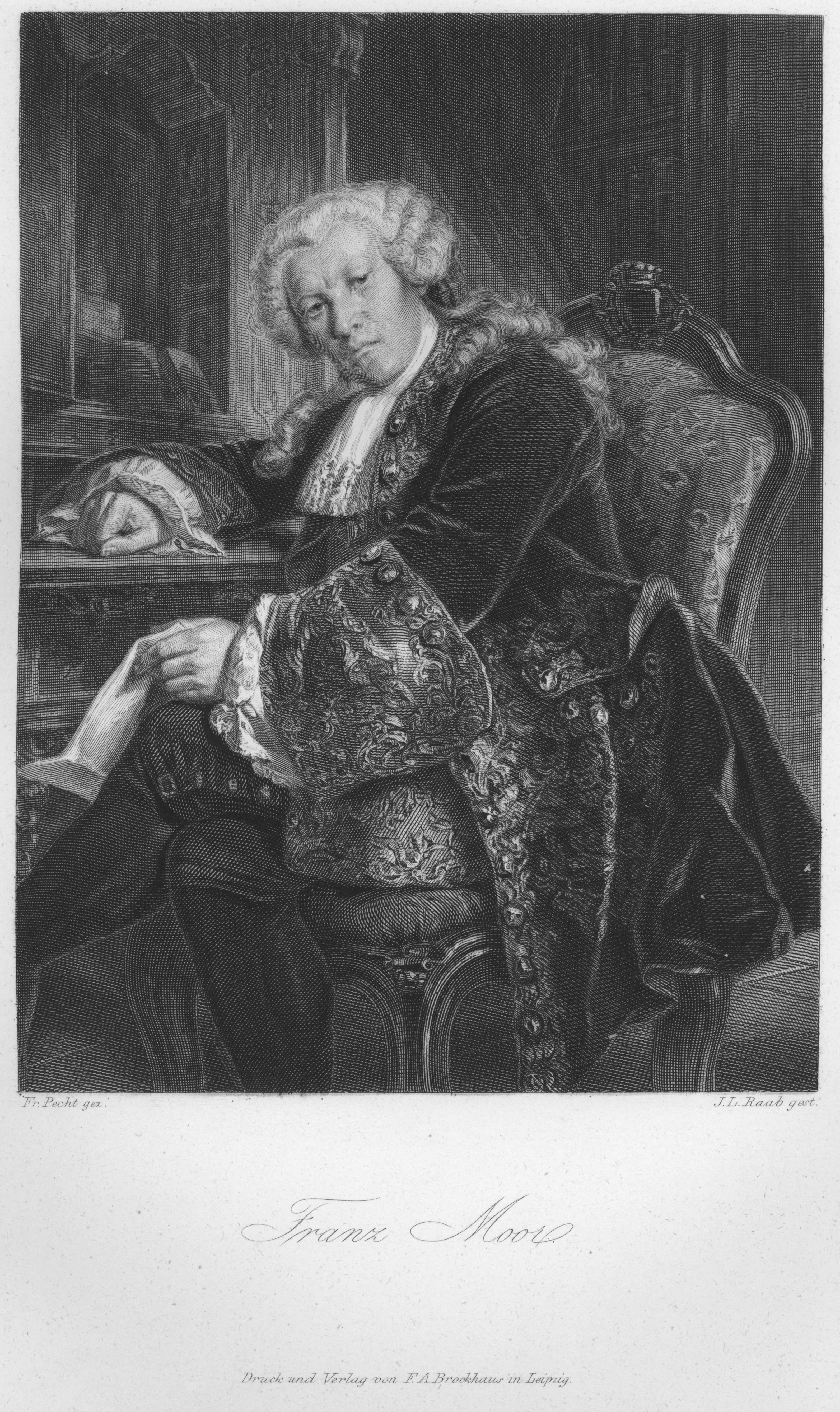
Franz Moor, d'après un dessin de Friedrich Pecht (vers 1859).
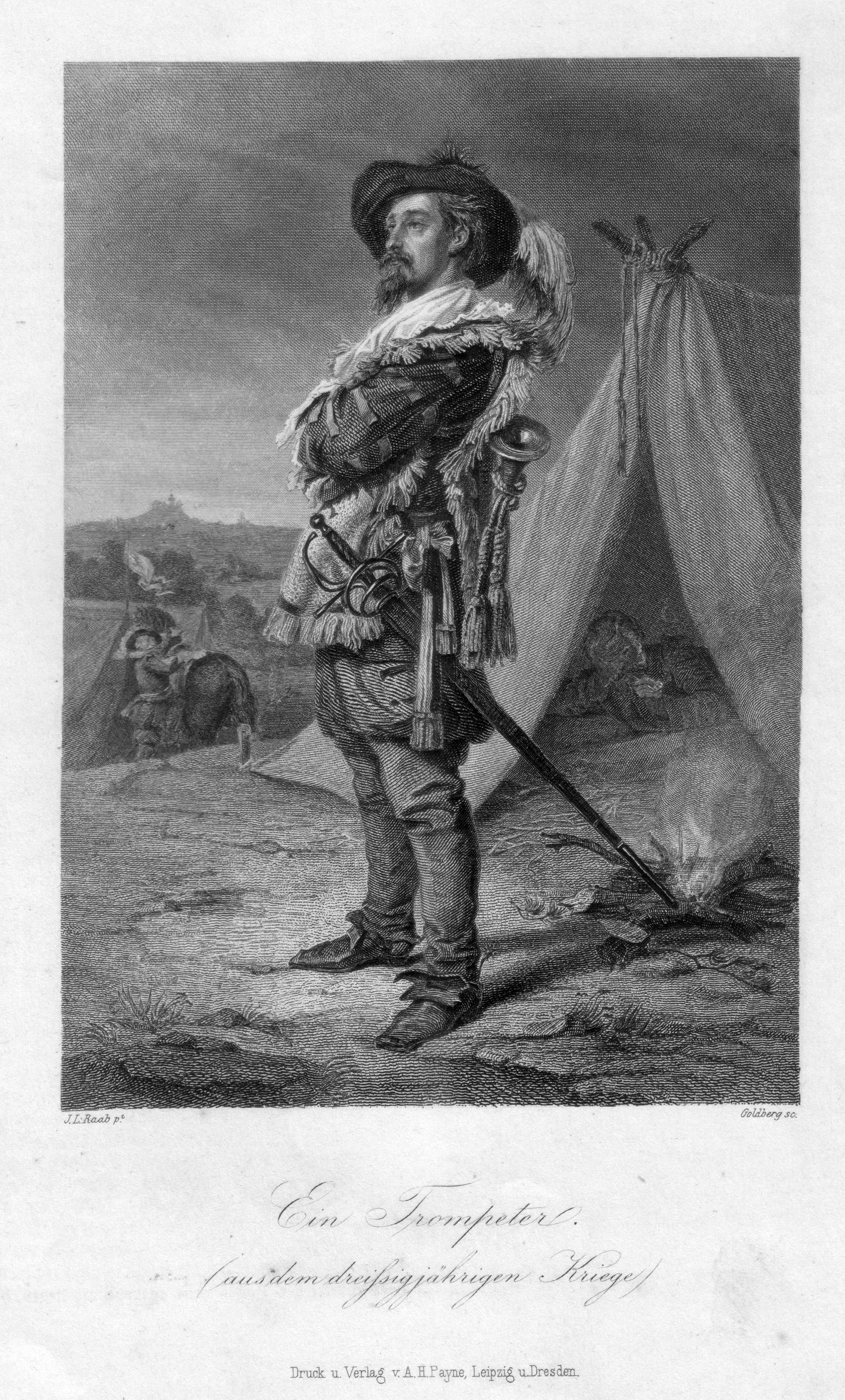
Un trompettiste de la guerre de Trente Ans, gravure de Georg Goldberg d'après un dessin de Raab n. d.